# Durankulak
Durankulak (bulgariska: Дуранкулак) är ett distrikt i Bulgarien.   Det ligger i kommunen Obsjtina Sjabla och regionen Dobritj, i den östra delen av landet, 400 km öster om huvudstaden Sofia.
Trakten runt Durankulak består till största delen av jordbruksmark.